# 415 aC
El 415 aC va ser un any del calendari romà prejulià. Era l'any 339 'Ab urbe condita', o de la fundació de Roma.

## Esdeveniments
- Escàndol dels Hermocòpides. Abans de l'expedició a Sicília es van trobar mutilades les estàtues sagrades d'Hermes a Atenes en una nit de primavera. Es va sospitar que havia estat una trama oligàrquica. Alcibíades va ser acusat d'haver-hi participat i s'enfrontava a una condemna a mort.[1]
- Eurípides estrena la tragèdia Les troianes. Va ser representada a les Dionísies d'aquell any, i va guanyar el segon premi, rere una tragèdia de Xenocles d'Atenes el Vell.[2]
- Expedició atenenca a Sicília, comandada per Alcibíades, motivada per l'amenaça de Selinunt i Siracusa a Segesta. Els atenesos estaven dividits inicialment entre els partidaris de la pau (Nícies) i els de la guerra (Alcibíades). Alcibíades es va imposar i van sortir d'Atenes 134 trirrems i 27.000 homes. Els dirigien Alcibíades, Làmac i Nícies.[3]
- Atenàgores es posa al front de les forces demòcrates a Siracusa, davant de l'amenaça grega.[4]
- A Roma són elegits tribuns amb potestat consular: Publi Corneli Cos, Gai Valeri Potit Volús, Numeri Fabi Vibulà i Quint Quinti Cincinnat.[5]

## Naixements
- Teetet d'Atenes (data aproximada) matemàtic, protagonista de Teetet, diàleg de Plató.[6]